# Elrose (circonscription saskatchewanaise)
Pour les articles homonymes, voir Elrose.
Circonscription électorale provinciale du Canada
Elrose (initialement Eagle Lake) est une ancienne circonscription électorale provinciale de la Saskatchewan au Canada. Elle est représentée à l'Assemblée législative de la Saskatchewan de 1912 à 1975.

## Géographie
Située dans le sud-ouest de la province, la circonscription était basée autour de la ville d'Elrose.

## Liste des députés
| Parlement                                                         | Années     | Député                   | Député                     | Parti                     |
| Eagle Lake                                                        | Eagle Lake | Eagle Lake               | Eagle Lake                 | Eagle Lake                |
| ----------------------------------------------------------------- | ---------- | ------------------------ | -------------------------- | ------------------------- |
| 3e                                                                | 1912–1917  |                          | George Hamilton Harris     | Libéral                   |
| Elrose                                                            |            |                          |                            |                           |
| 4e                                                                | 1917–1921  |                          | Archibald Peter McNab      | Libéral                   |
| 5e                                                                | 1921–1925  | Wilbert Hagarty          |                            | Libéral                   |
| 6e                                                                | 1925–1929  | Wilbert Hagarty          |                            | Libéral                   |
| 7e                                                                | 1929–1934  |                          | James Cobban (en)          | Progressiste-conservateur |
| 8e                                                                | 1934–1938  |                          | John Andrew Wilson         | Libéral                   |
| 9e                                                                | 1938–1944  |                          | Louis Henry Hantelman (en) | CCF                       |
| 10e                                                               | 1944–1948  | Maurice John Willis (en) |                            | CCF                       |
| 11e                                                               | 1948–1952  | Maurice John Willis (en) |                            | CCF                       |
| 12e                                                               | 1952–1956  | Maurice John Willis (en) |                            | CCF                       |
| 13e                                                               | 1956–1960  | Maurice John Willis (en) |                            | CCF                       |
| 14e                                                               | 1960–1964  | Olaf Turnbull (en)       |                            | CCF                       |
| 15e                                                               | 1964–1967  |                          | George Gordon Leith (en)   | Libéral                   |
| 16e                                                               | 1967–1971  |                          | George Gordon Leith (en)   | Libéral                   |
| 17e                                                               | 1971–1975  |                          | Hayden William Owens (en)  | Néo-démocrate             |
| Circonscription fusionnée à Rosetown, pour former Rosetown-Elrose |            |                          |                            |                           |